# Карпери-Танцарела (Бриндизи)
Карпери-Танцарела (итал. Carperi-Tanzarella) је насеље у Италији у округу Бриндизи, региону Апулија.
Према процени из 2011. у насељу је живело 27 становника. Насеље се налази на надморској висини од 330 м.